# Eurhopalothrix biroi
Eurhopalothrix biroi é uma espécie de formiga do gênero Eurhopalothrix, pertencente à subfamília Myrmicinae.